# Partido Cruzada Ciudadana
El Partido Cruzada Ciudadana (PCC) fue un partido político mexicano con presencia en el Estado de Nuevo León. Fue fundado el 9 de junio de 2008 y perdió su registro el 4 de noviembre de 2015.
El partido contó con una fuerte presencia en las zonas rurales del Estado de Nuevo León que incluían los municipios de Abasolo, Allende, Apodaca, Bustamente, Ciénega de Flores, China, Dr. Arroyo, Galeana, Gral. Bravo, Hualahuises, Iturbide, Juárez, Linares, Mier y Noriega, Montemorelos, Rayones y Sabinas Hidalgo.

## Historia
El partido se fundó en la ciudad de Monterrey, Nuevo León, el 9 de junio de 2008 con el nombre de Partido Cruzada Ciudadana (PCC).
El 4 de noviembre de 2015 la Comisión Estatal Electoral de Nuevo León declaró la pérdida del registro del partido después de que obtuviera menos del 3% de los votos emitidos en las elecciones estatales de 2015.

## Ideología
El Partido Cruzada Ciudadana fue de centro derecha y había basado su propuesta en la defensa de la economía de libre mercado, el fomento de la democracia, y la protección de los intereses de los ciudadanos que incluía no más aumentos a los impuestos, combate a la inseguridad y empleo digno para todos los mexicanos.

## Organización
El Partido Cruzada Ciudadana en Nuevo León estuvo organizado por el Comité Directivo Estatal que es el máximo órgano de dirección compuesto por un presidente, un secretario general, un tesorero, cuatro vocales ejecutivos y de 51 delegados municipales.

## Primeros Triunfos
El Partido Cruzada Ciudadana participó en las Elecciones estatales de Nuevo León de 2009 del 5 de julio como parte de la Coalición "Juntos por Nuevo León" que incluía además al Partido Revolucionario Institucional, al Partido Verde Ecologista de México y al Partido Demócrata. Dicha coalición participó en las elecciones para gobernador y 51 ayuntamientos.
El gobernador postulado por la Coalición "Juntos por Nuevo León" fue Rodrigo Medina de la Cruz, quien ganó las elecciones del 5 de julio de 2009, convirtiéndose en el gobernador del Estado de Nuevo León para el periodo 2009-2015.
El Partido Cruzada Ciudadana además participó en la Coalición "Unidos por Nuevo León" para la elección de los diputados locales de los 26 distritos electorales del 5 de julio de 2009, en donde fueron parte además el Partido Revolucionario Institucional y el Partido Demócrata.
Como resultado de la victoria de las coaliciones "Juntos por Nuevo León" y "Unidos por Nuevo León" en las elecciones, el Partido Cruzada Ciudadana obtuvo varias regidurías en diversos municipios de Nuevo León siendo el más importante el de la ciudad de Monterrey.

## Políticos
Marco Antonio Segura Chávez:
Fue el representante suplente del Partido Cruzada Ciudadana ante la Comisión Estatal Electoral de Nuevo León.
Luis Servando Farías González:
Fue el presidente del partido y regidor del Municipio de Monterrey en la Administración 2009-2012. Dentro del Municipio de Monterrey el regidor fue presidente de la Comisión de Modernización Administrativa y Secretario de las Comisiones de Gobernación y Reglamentación, Participación Ciudadana y Honor y Justicia.
Martha Barbosa:
Fue la representante del Partido Cruzada Ciudadana en Linares, Nuevo León.
Narno Casasús:
Fue el representante del Partido Cruzada Ciudadana en San Pedro Garza García, Nuevo León.
Rosa Cervantes:
Fue la representante del Partido Cruzada Ciudadana en San Nicolás de los Garza, Nuevo León.
José Guerrero: 
Fue el representante del Partido Cruzada Ciudadana en Apodaca, Nuevo León.
Roberto Martínez Martínez:
Fue diputado local del Congreso de Nuevo León.